# Mollie Pearce
Mollie Pearce (Nailsea, 28 januari 2002) is een Brits televisiepersoonlijkheid en model. Ze verwierf bekendheid door haar deelname aan The Traitors, de Britse versie van De Verraders. In 2025 doet ze mee aan het zeventiende seizoen van het Britse versie van het televisieprogramma Dancing on Ice.

## Biografie
Pearce is geboren op 28 januari 2002 in Nailsea in North Somerset. Ze werd geboren zonder vingers in haar rechterhand. Ze volgde haar schooltijd aan de Nailsea School. In 2014 zwom ze om geld op te halen voor Reach, een liefdadigheidsorganisatie voor kinderen met tekortkomingen aan ledematen. Op elfjarige leeftijd werd ze gediagnosticeerd met colitis ulcerosa, een autoimmune zieke die ontstekingen in de dikke darm veroorzaakt. Toen Pearce achttien jaar oud was, werd haar colon verwijderd en begon ze met het gebruiken van een stoma.
Voordat ze op televisie verscheen, werkte Pearce als een handicapmodel voor bekende merken als Kurt Geiger, Zalando en Bodyform. Ook verscheen ze in een campagne van Vogue Portugal. Daarnaast werkte ze als assistent in de gezondheidszorg op een ziekenhuis. Pearce verscheen in januari 2024 als deelnemer aan het tweede seizoen van The Traitors, de Britse versie van het van oorsprong Nederlandse televisieprorgramma. Ze werd gekozen als getrouwe en wist de finale te bereiken, waarin ze op de tweede plaats eindigde omdat medefinalist Harry wen verrader bleek te zijn. Na haar deelname aan The Traitors werd Pearce's doel om meer aandacht te vragen voor mensen met een stoma en ze was de producenten van The Traitors dankbaar dat ze haar verhaal lieten horen in het programma. In maart 2024 verscheen Pearce als zichzelf in een parodie op het programma, getiteld The Traitors: The Movie van Comix Relief waarin ook Suranne Jones, David Walliams, Catherine Tate, Jonathan Bailey, Asim Chaudhry, Iain Stirling, Sally Phillips en de andere deelnemers van The Traitors waren te zien. In januari 2025 verscheen Pearce als deelnemer aan het zeventiende seizoen van de Britse versie van het televisieprogramma Dancing on Ice. Ze danste samen met Colin Grafton.